# Dežela angelov
Deželo angelov uvrščamo med družbene romane. Knjiga je izšla leta 2011 v zbirki Nova slovenska knjiga, pri založbi  Mladinska knjiga v Ljubljani. Gre za poročilo, ki ga je pravzaprav napisal nekdo drug, v roke pa je prišlo slovenskemu avtorju, Matjažu Pikalu, ki ga je v obliki romana tudi objavil. V romanu gre za dogodke iz naše polpretekle zgodovine, tako rekoč za zrcalo slovenske družbe in njenih »strahov iz politične preteklosti«. Roman pa je lahko berljiv tudi kot  ljubezenska zgodba, prepletena s skrivnostnimi spletkami in obračunavanji. 

## Vsebina
Pripovedovalec najdenega poročila je prvoosebni Darco ali kasneje tudi Marco Vouk, diplomant teologije na Papeški univerzi Gregoriana. Njegovo ime se najprej pojavlja kot Darco, potem pa samo še kot Marco. Vsekakor gre za eno in isto osebo. Zgodba je postavljena na konec šestdesetih let preteklega stoletja, natančneje v leto 1969, odvija pa se v nekem slovenskem rudarskem mestu. Darca in njegovega profesorja Ebnerja, sredi zime pošljejo na pot do benediktinskega samostana, z namenom, da opravita nekako tajno nalogo, ki bi Darcu pomagala tudi pri diplomi. Tam naj bi se udeležila tudi simpozija in ogleda samostanske knjižnice. Ob njunem prihodu v mesto pa se zgodi sumljiva smrt nekega rudarja, ki jo začne profesor Ebner raziskovati, Darca pa medtem zapelje vaško dekle. 

## Zbirka
Delo je izšlo v zbirki Nova slovenska knjiga.

## Izdaje
Roman je 1. izdaja založbe Mladinska knjiga v Ljubljana. Izšel je leta 2011. (COBISS)